# Волжское отделение Института геологии и разработки горючих ископаемых
ФГУП «Волжское отделение института геологии и разработки горючих ископаемых» (Институт геологии и разработки горючих ископаемых) — научно-исследовательское учреждение, осуществляющее научное и проектное обеспечение поисков, разведки и разработки месторождений нефти и газа. В ВОИГиРГИ работает 1 доктор наук, 7 кандидатов геолого-минералогических, экономических, технических и физико-математических наук.

## История
Основано в 1969 г. как отделение Московского ИГиРГИ. После присоединения ряда отделений КуйбышевНИИ НП в 1982 г. преобразовано в Волжское отделение ИГиРГИ и стало территориальным НИПИ по Куйбышевской и Оренбургской областям. В настоящее время выполняет функции головного института в части обобщения и анализа геологической документации по всей Волго-Уральской нефтегазоносной провинции (в состав которой входят 16 субъектов РФ, относящихся к территории Урало-Поволжья).

## Научная деятельность
Работниками ВОИГиРГИ испытаны в различных геологических условиях 29 экспериментальных образцов электроимпульсных источников возбуждения сейсмических волн «Искра 20/70» (Самарская, Тюменская области, Белоруссия, Кузбасс, Крым, шельфы Каспийского, Чёрного, Балтийского, Баренцева, Охотского морей и Тихого океана), проведены исследования по определению физического состояния пород под фундаментами Курской, Нововоронежской, Башкирской, Билибинской и других АЭС. Кроме того, выполнены геологические исследования и обоснования районов строительства Крымской АЭС и Куйбышевской АЕЭЦ; изучалась сейсмичность Самарской области. Сотрудниками ВОИГиРГИ проводятся дистанционные исследования на основе комплексной обработки аэрокосмических снимков земной поверхности, геоморфологического и гидродинамического анализа рельефа

Сотрудниками ВОИГиРГИ получено более 70 авторских свидетельств на изобретения в области геофизического приборостроения; опубликовано 14 монографий и 549 статей, прочитано 530 докладов на научных и производственных конференциях, семинарах и совещаниях, 12 докладов сделано на международных конференциях, 10 статей опубликовано в зарубежных специализированных изданиях. 34 работы были отмечены медалями ВДНХ, 1 работа — премией им. И. М. Губкина.